# Dick Sargent
Richard Stanford Cox (Carmel-by-the-Sea, California, 19 de abril de 1930-Los Ángeles, California, 8 de julio de 1994), más conocido como Dick Sargent, fue un actor estadounidense, recordado por su papel como el segundo Darrin Stephens en la serie de televisión Bewitched. Tomó su nombre artístico del ilustrador y artista Richard Sargent.

## Trayectoria
Apareció en películas desde su debut como actor en 1956. Cuando Dick York se vio obligado a abandonar la serie Bewitched en 1969, debido a problemas de salud, Sargent tomó su papel. En 1964 se le había ofrecido el papel, pero como tenía contrato con Universal Studios tuvo que rechazarlo. Participó en la serie Daniel Boone en 1965, en el capítulo "When I Became a Man, I Put Away Childish Things" como el reverendo Cooper. Siguió trabajando en el cine y realizó numerosas presentaciones en diversos programas de televisión, incluyendo dos episodios de The Dukes of Hazzard como el sheriff Grady Byrd.
En 1983 trabajó en la serie Columbo en un episodio haciendo de él mismo. En la década de 1980, se unió a la actriz Sally Struthers como defensor de la "Christian Children's Fund", que trajo alivio a los niños de países en vías de desarrollo.

## Vida personal

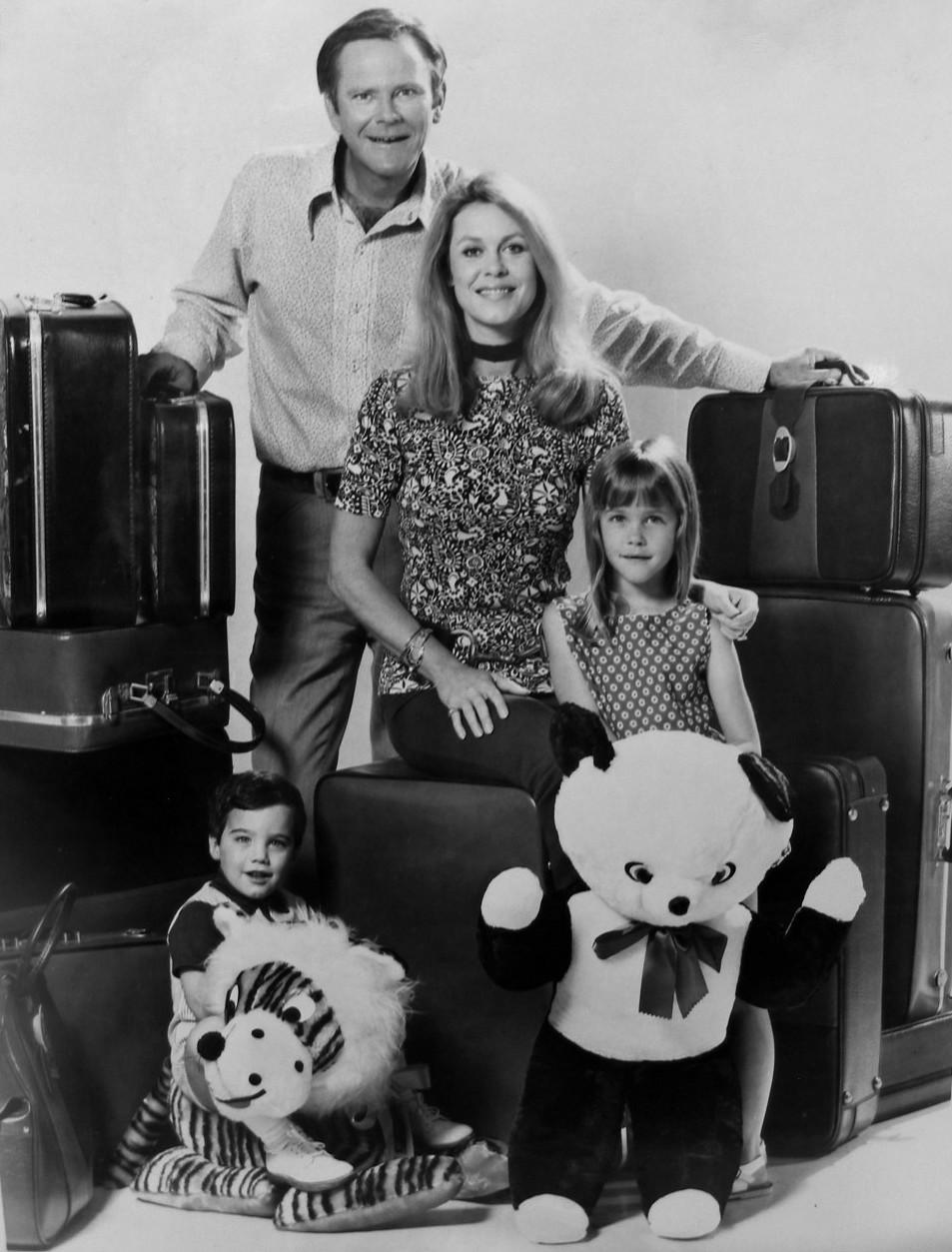
Nombre del archivo: Encantada La familia Spethens 1971.JPG
Descripción: Fotografía de reparto de la familia Stephens del programa de television Encantada: Dick Sargent (Darrin), Elizabeth Montgomery (Samantha) Erin Murphy (Tabitha), David Lawrence (Adam).
Licencia:Public domain
Fecha:1971-12-21
Autor:ABC Television
Categorías:Bewitched (TV series), David Lawrence, Dick Sargent, Elizabeth Montgomery, Erin Murphy

Llegando al Día para salir del armario en 1991, Sargent declaró públicamente su homosexualidad y apoyó los derechos gay. La alta tasa de suicidio entre jóvenes homosexuales fue la razón principal, refiriéndose a sí mismo en tono de broma como un «modelo a seguir retroactivo». Sargent reconoció que su cáncer de próstata pudo haber llevado a algunas personas a asumir que sufría de sida. Vivió con su pareja, Albert Williams, hasta su muerte.
En junio de 1992, Sargent participó en la marcha del Día del Orgullo Gay en Estados Unidos junto a Elizabeth Montgomery, siendo una de sus últimas apariciones públicas

## Muerte
Sargent fue diagnosticado con cáncer de próstata en 1989. Los médicos fueron inicialmente optimistas de que la enfermedad podría ser tratada; sin embargo, el cáncer continuó expandiéndose y a principios de 1994, se encontraba gravemente enfermo. Sargent murió de la enfermedad el 8 de julio de 1994 a la edad de 64 años. Sus restos fueron cremados.
Su ex coestrella de Hechizada Elizabeth Montgomery comentó: «Fue un gran amigo, y voy a extrañar su amor, su sentido del humor y su notable valentía». Montgomery murió de cáncer menos de un año más tarde. Su antecesor en el papel de Darrin Stephens en la serie, Dick York, había fallecido dos años antes de un enfisema pulmonar.